# Материнский эффект
Материнский эффект — явление в генетике, при котором фенотип потомка определяется исключительно генами матери. Обычно фенотип потомства определяется и генами матери, и генами отца. Чаще всего данный термин используют в отношении генов материнского эффекта, которые экспрессируются в яйцеклетке и оказывают влияние на развитие зиготы.
С материнским эффектом не следует путать наследование, сцепленное с полом, а также митохондриальную и иную цитоплазматическую наследственность, хотя митохондрии и пластиды обычно наследуются по материнской линии. Эпигенетическая модификация зародышевых генов одного из полов является другим механизмом специфической экспрессии генов от одного из родителей. Такое явление называют геномным импринтингом.

## Механизмы материнского эффекта
Как правило, в период дробления (у млекопитающих — до стадии 2—8 бластомеров, а у большинства животных — до завершения дробления) собственный геном зародыша неактивен, и состав всех образующихся белков считывается с мРНК, запасенных в яйцеклетке в период её роста. Естественно, состав этих белков зависит только от генотипа матери. Если какие-то из этих белков влияют на признак взрослого организма, то его проявление также будет зависеть от генотипа матери, а не от собственного генотипа зародыша. Материнский эффект характерен поэтому для генов, которые влияют на ход раннего эмбриогенеза и определяют признаки, закладывающиеся на ранних стадиях развития.
Некоторые из генов с материнским эффектом вообще экспрессируются не в яйцеклетке, а в окружающих клетках, и в яйцеклетку поступают из организма матери их продукты — мРНК или белки. В частности, к типичным проявлениям материнского эффекта можно отнести цвет и фактуру третичных яйцевых оболочек, которые секретируются стенками яйцеводов матери (например, цвет и структуру скорлупы яиц у кур).

## Гены с материнским эффектом
Гены с материнским эффектом известны у моллюсков, позвоночных, насекомых и других животных. Наиболее изучены гены с материнским эффектом у Drosophila melanogaster, для которой их известно уже несколько десятков. В последние годы найден ряд генов с материнским эффектом у млекопитающих (в основном благодаря работам на трансгенных мышах). Примеры таких генов — Stella, Mater, Basonuclin и другие, всего около 10 генов по состоянию на 2007 год. Ген Mater экспрессируется только в ооцитах, его белковый продукт присутствует на ранних стадиях развития эмбриона (до стадии бластоцисты). У гомозиготных по мутации Mater самок развитие эмбрионов прерывается на двухклеточной стадии. Белок mater проникает в ядрышки и в митохондрии. Ген Stella экспрессируется в ооцитах, ранних зародышах и плюрипотентных клетках. Лишенные нормальных аллелей самки имеют резко сниженную плодовитость — у них нарушены развитие ооцитов и имплантация зародышей. Конкретные функции продуктов генов с материнским эффеком у млекопитающих пока не выяснены.
У растений выявлен ген с материнским эффектом sin1, мутации которого нарушают формирование апикально-базальной оси у зародыша.

## Особенности наследования признаков, определяемых генами с материнским эффектом
Пусть норма — доминантный аллель А, мутация — рецессивный аллель а. В случае гена с материнским эффектом при скрещивании самки АА с самцом аа мы получим ожидаемое единнообразие первого поколения (все Аа, норма). Но при реципрокном скрещивании (самка аа х самец АА) всё потомство при генотипе Аа будет иметь мутантный фенотип. Если скрестить между собой гибридов первого поколения (Аа х Аа), то и в первом, и во втором случае (то есть независимо от их фенотипа) всё их потомство будет иметь нормальный фенотип (хотя по генотипу будет наблюдаться обычное менделевское расщепление АА:2Аа: аа). И только в третьем поколении (от самок второго поколения) мы получим потомство, среди которого расщепление по фенотипу будет 3:1 — всё потомство самок АА и Аа будет нормальным, а всё потомство самок аа — мутантным. Так наследуется, например, признак лево- и правозакрученности раковины у прудовиков (см. ниже).

## Примеры признаков, определяемых генами с материнским эффектом

### Направление закручивания раковины у улиток
У многих видов брюхоногих моллюсков встречаются особи с правозакрученной и с левозакрученной раковиной. Наиболее детально изучено наследование этого признака у прудовиков рода Lymnaea. У этих улиток доминантный аллель D отвечает за признак правозакрученности, рецессивный аллель d — за левозакрученность. Направление закрученности раковины детерминируется на стадии 8 клеток и зависит от направления смещения анимального квартета бластомеров относительно вегетативного — при его смещении по часовой стрелке формируется правозакрученная раковина, против — левозакрученная. Смещение бластомеров, в свою очередь, детерминируется структурой цитоскелета зиготы. Структура локуса D и функция продуктов этого гена (тесно сцепленных генов?) не изучены.

### Спецификация осей тела у дрозофилы
Гены материнского эффекта работают в эмбриональном развитии дрозофилы при формировании осей тела. Под их
контролем в зиготе или раннем эмбрионе включаются gap-гены, отвечающие за спецификацию крупных участков тела.

#### Формирование дорзо-вентральной оси
Формирование дорзо-вентральной оси дрозофилы зависит от транскрипционного фактора dorsal, который синтезируется в организме матери. Образование этого белка стимулируется положением ядер эмбриона. Ядра образуют белок Gurken, который ингибирует образование белка PIPE, взаимодействующего с Torpedo-рецептором на фолликулярных клетках. Клетки, содержащие PIPE, секретируют дорсальный белок и образуют вентральную сторону яйца, в то время как клетки, которые не содержат PIPE, не секретируют дорсальный белок и образуют дорсальную сторону яйца.
Белок dorsal индуцирует транскрипцию генов twist и snail, при этом репрессирует экспрессию генов zerknullt и decapentaplegic. Мембранные белки-рецепторы dorsal также известны как Toll-рецепторы, они осуществляют транспорт белка dorsal в ядра эмбриона. Такие Toll-рецепторы являются продуктами гена Toll, они равномерно распределены по плазматической мембране эмбриона.
Дорсальные белки попадают в зародыш с вентральной стороны. После транспорта в ядра белок dorsal находится на вентральной стороне зародыша. Данный процесс приводит к образованию градиентов между вентральной и дорсальной сторонами незрелого зародыша. Репрессия или индукция этих четырех генов регулируется разными путями.
Пример:
- на вентральной стороне зародыща ядра бластодермы окружены высокими концентрациями белка dorsal, что приводит к индукции транскрипции twist и snail, в то время как экспрессия генов zerknullt и decapentaplegic репрессирована;
- в середине зародыша ядра бластодермы окружены средними концентрациями белка dorsal, при этом не экспрессируются никакие гены из упомянутых;
- на дорсальной стороне зародыша ядра бластодермы окружены низкими концентрациями белка dorsal, поэтому идет экспрессия соответствующих генов и образуются белки zerknult и decapentaplegic.

#### Образование передне-задней оси

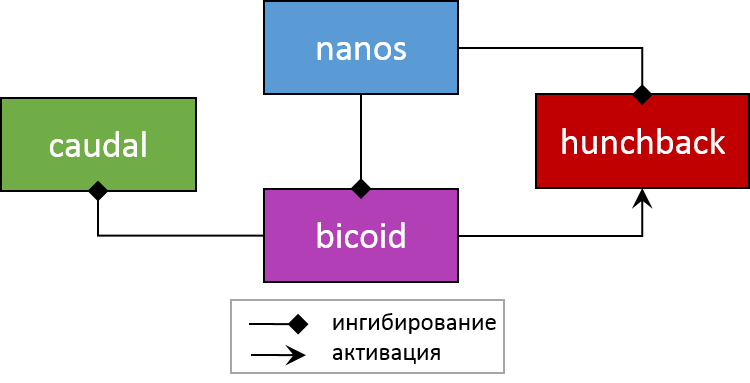
Схема взаимной регуляции генов дрозофилы (nanos, bicoid, hunchback и caudal), отвечающих за образование передне-задней оси в эмбриогенезе

Образование передне-задней оси у дрозофилы происходит благодаря синтезу транскрипционных факторов hunchback и caudal. Эти гены транскрибируются в питающих клетках фолликула матери и обеспечивают рост и развитие ооцита. Транскрипты (мРНК) генов hunchback и caudal транспортируются в ооцит и равномерно распределяются в цитоплазме.
Хотя гены hunchback и caudal транскрибируются одинаково, их трансляция регулируется таким образом, что белок hunchback образуется в более высоких концентрациях на переднем конце зародыша, в то время как белок caudal накапливается на заднем конце. Белок bicoid, описанный ниже, также являются регулятором транскрипции (хотя при взаимодействии с геном caudal действует как регулятор трансляции), в то время как белок nanos — регулятор трансляции. Белки hunchback и caudal действуют как факторы транскрипции многих генов, вовлеченных в дифференцировку зародыша вдоль передне-задней оси.
мРНК bicoid и nanos синтезируются питающими клетками фолликула и транспортируются в ооцит. Белок nanos- регулятор трансляции. Он связывается с 3’OH нетранслируемым участком мРНК hunchback и bicoid и вызывает её деградацию. Разрушение мРНК hunchback в задней части зародыша приводит к созданию передне-заднего градиента белка hunchback, что позволяет экспрессироваться генам knirps, kruppel и giant, отвечающих за спецификацию брюшного отдела, в средней части зародыша. При потере функции nanos у мутанта полностью отсутствуют абдоминальные сегменты. За связывание белка nanos с мРНК отвечает белок — продукт гена pumilio.
Белок bicoid действует как транскрипционный фактор, стимулирует синтез мРНК некоторых генов, в том числе hunchback. Эти мРНК транслируются в белки, контролирующие образование головных структур зародыша. Кроме того, белок bicoid ингибирует транскрипцию мРНК гена caudal, связываясь с последовательностями на её 3’OH нетранслируемом участке.

## Гены отцовского эффекта
Описаны также гены отцовского эффекта, когда фенотип обусловлен только генотипом отца, но не собственным генотипом особи. Эти гены отвечают за эффекты компонентов спермы, участвующие в оплодотворении и раннем развитии. Примером гена с отцовским эффектом является ген ms(3)sneaky дрозофилы. Самцы с мутантным аллелем этого гена образуют сперму, которая может оплодотворить яйцо, но развитие не происходит нормально. Однако самки с такой мутацией производят яйца, которые нормально оплодотворяются.